# Juca Sampaio
Juca Sampaio foi um empresário e político alagoano. Durante sua carreira, foi Deputado Estadual, Vice-governador do Estado de Alagoas e mais de uma vez prefeito em Palmeira dos Índios. Ele faleceu aos 76 anos, em Maceió, no dia 13 de março de 1976.

## Biografia
Manoel Sampaio Luz, que mais tarde ficaria conhecido apenas como Juca Sampaio, nasceu em Olho D’água do Acioli, atualmente, a cidade de Igaci. O apelido de cacique veio anos depois, em função das características físicas que tinha e da liderança que exercia, mas "Juca" foi o apelido que o acompanhou sempre*.
Filho biológico de Justino Pereira da Luz e Maria Amélia Sampaio Luz, começou a trabalhar cedo por causa da morte do pai e pela necessidade de cuidar da mãe e dos irmãos*.  Contrariando todas as dificuldades, Juca Sampaio se fez político, líder, chefe, conselheiro e cacique.
Em uma ocasião que se mostrou um marco em sua vida, ele cedeu seu lugar em uma barbearia ao coronel Lauro de Almeida Lima. Este, inteirado de sua condição, o convidou para morar em sua casa e também intercedeu ao governador do Estado em favor de sua mãe, professora, conseguindo sua nomeação no Grupo Escolar Municipal. Juca Sampaio aceitou a proposta do coronel e mudou-se para Palmeira dos Índios, lugar onde deu início a suas atividades comerciais e políticas.
Apesar da falta de tempo para estudar, ele se mostrou um líder nato e, ao longo de sua vida, conseguiu criar em torno de si uma significativa corrente de opinião. Possuía uma extraordinária acuidade política e  um excelente desenvolvimento quando ficava sobre um pleito. Raramente deixava de opinar e, por isso, ficou conhecido por seu senso de presença.

## Vida política

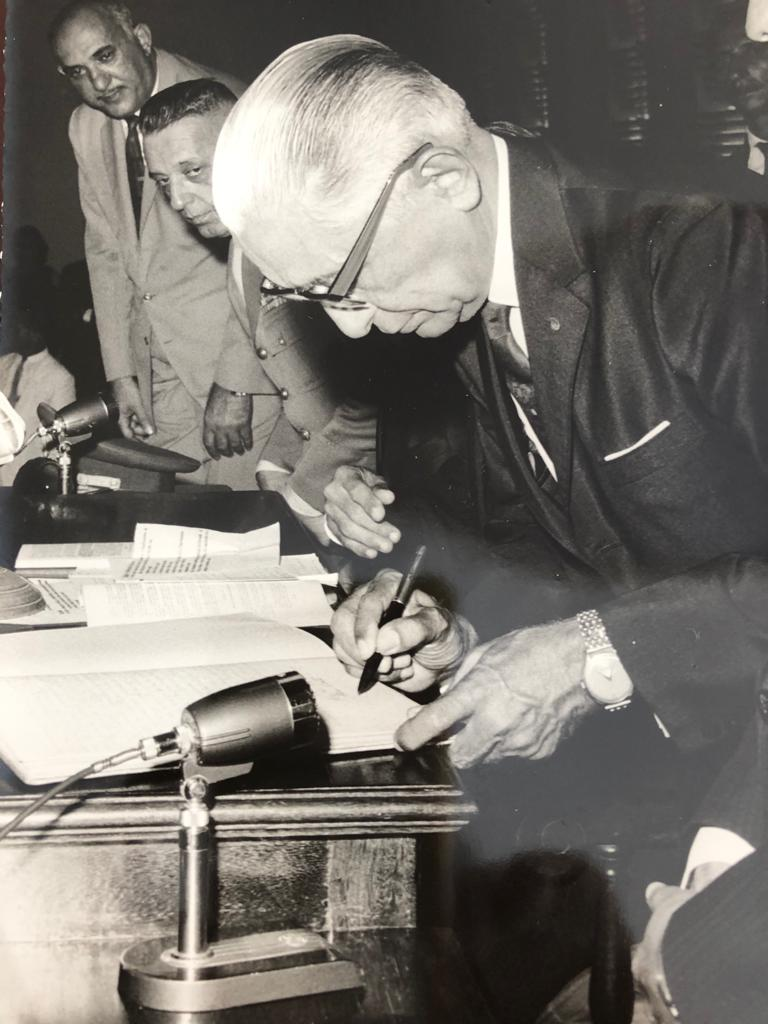
Juca Sampaio

Aos 19 anos ingressou na carreira política como vereador, e aos 21 foi vice-prefeito de Lauro Almeida. Porém, o coronel morreu após um desentendimento político, vítima de um Fiscal de Tributos chamado João Ferreira de Gusmão e Melo. É de conhecimento popular que após o assassinato do então prefeito, João Ferreira foi fuzilado pelo Delegado de Polícia da cidade. Após o assassinato do pai adotivo em pleno mandato, coube a Juca Sampaio assumir a prefeitura.
Ele ficou no cargo até a posse de Graciliano Ramos, que foi nomeado prefeito em 1928, renunciando em 1929. Em 1930, Juca Sampaio assumiu mais uma vez a prefeitura do município para concluir o mandato iniciado por Graciliano Ramos, em meio a um cenário conturbado no país e no mundo, sobretudo em virtude das consequências da Grande Depressão Americana, que afetou o mercado nacional.

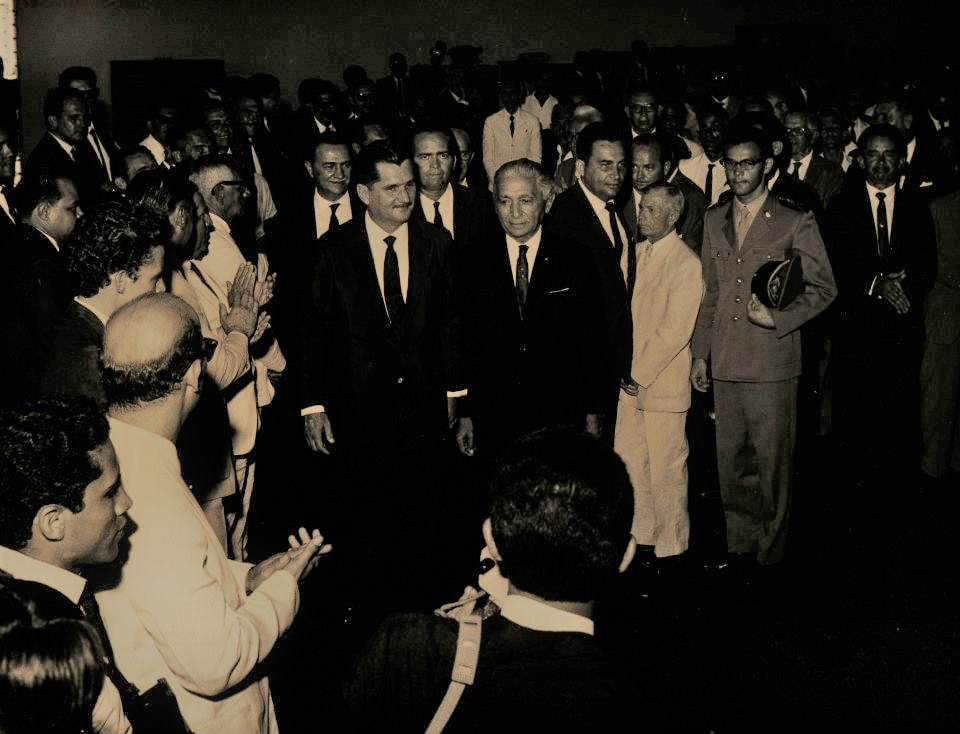
Juca Sampaio e Lamenha Lins

Dessa forma, Juca Sampaio viu o país passar por um dos colapsos do capitalismo e do liberalismo econômico. No auge da crise, o país enfrentou transformações políticas profundas com a Revolução de 1930, seguida da Era Vargas, que pôs fim ao predomínio das oligarquias no cenário político  nacional.
Vinte anos mais tarde, em 1950, Juca Sampaio retornou ao cargo de prefeito de Palmeira dos Índios, dessa vez eleito pelo povo. Por ter crescido na região, era conhecido em todo o município, e sempre foi lembrado por muitos como um homem justo, capaz de entender e atuar nas mais diversas situações, tratando a todos com a mesma cortesia. Como político, acompanhou as mudanças, adaptando-se e influenciando outros a adotar novas formas de comportamento político.
Em 1966, foi Vice-Governador do Estado de Alagoas na gestão do usineiro Antônio Simeão de Lamenha Filho (ARENA), que venceu por eleição indireta da Assembleia Legislativa. Junto com Lamenha, Juca Sampaio inaugurou obras importantes para o estado de Alagoas, como o Estádio Rei Pelé, o Matadouro Frigorífico de Satuba, a sede do Centro de Aperfeiçoamento de Pessoal e a Secretaria de Saúde. Além disso, ajudou a implantar a Escola de Ciências Médicas e a Secretaria de Planejamento do Estado. Sua última campanha em vida foi pela conquista de um canal de televisão para o Estado de Alagoas: a TV Alagoas.
Em um discurso em homenagem a Juca Sampaio, proferido no dia 23 de março de 1976, o político Teotônio Vilela o descreveu como um homem magro, rijo e de uma morenidade ligeiramente pálida, que possuía a face aberta e os olhos agudos de curiosidade. Teotônio contou que na época em que Alagoas estava caminhando ao lado do armamento, ele fez uma visita a Juca Sampaio em seu Armazém. Segundo ele, após a conversa que tiveram, Juca lhe disse algo que nunca havia esquecido: “só tenho duas coisas, a palavra e a vida. Enquanto não me tirarem esta não acabarão com aquela.”

## Vida pessoal

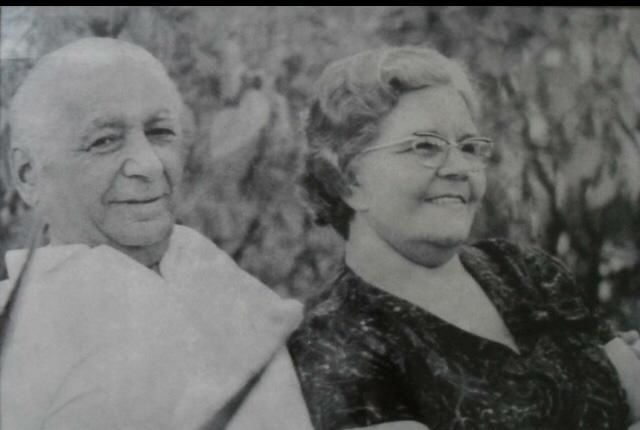
Juca e Heloísa

Além da carreira política, Juca Sampaio também foi empresário, agricultor, comerciante, empreendedor, pioneiro e um visionário. Foi em Palmeira dos Índios que ele iniciou suas atividades empresariais, com a instalação de um armazém no centro da cidade. Lá, Juca comercializava  mercadorias como couro e algodão.
Além da carreira política, Juca Sampaio também foi empresário, agricultor, comerciante, empreendedor, pioneiro e um visionário. Foi em Palmeira dos Índios que ele iniciou suas atividades empresariais, com a instalação de um armazém no centro da cidade. Lá, Juca comercializava  mercadorias como couro e algodão.
O título de o “Velho Cacique”, foi cunhado, em boa medida, por residir em um casarão construído às margens da “Lagoa dos Caboclos”, propriedade comprada dos indígenas palmeirenses. A casa está localizada em frente ao atual Colégio Estadual Humberto Mendes.
Em 31 julho 1924, Juca Sampaio casou-se com Heloísa Costa Sampaio e com ela teve nove filhos, sendo cinco homens e quatro mulheres: Maria do Carmo, Maria das Graças, Izabel Sampaio Melo, Maria Heloísa, Gilberto (que faleceu ainda criança), José Sampaio, Geraldo, George (falecido aos 21 anos) e Gileno.
José Sampaio foi deputado federal e suplente de senador. Geraldo Sampaio foi fundador do Grupo Parque das Flores junto com Mário Melro, fundador da extinta TV Alagoas (hoje TV Ponta Verde), deputado estadual, deputado federal e vice-governador*.  Gileno Sampaio foi prefeito de Palmeira dos Índios e assumiu a gestão da Rádio Educadora Sampaio, antiga Rádio Cacique.
Juca Sampaio comprou os equipamentos da rádio  de Amarílio Sabino, um pernambucano de Caruaru que faliu no início dos anos 60. A Rádio Educadora Sampaio (ex-Rádio Cacique) foi inaugurada em 31 de Dezembro de 1964 e ficou popularmente conhecida como “Princesinha do Agreste”.